# Мквава
Муквавинука Минигумба Мвамуинга (1855 — 19 июля 1898 года (в некоторых источниках 19 июня)), более известный как вождь Мквава, — вождь народа хехе в Германской Восточной Африке (в настоящее время материковая часть Танзании, Руанда, Бурунди и небольшая часть Мозамбика), который боролся против немецкой колонизации. «Мквава» — сокращённая форма имени Муквавинука, что означает «завоеватель многих земель». 
В современной Танзании Мквава почитается как национальный герой.

## Жизнь
Родился в Лухоте и был сыном вождя Минигумбы, который умер в 1879 году.
В июле 1891 года германский комиссионер Эмиль фон Зелевски привёл батальон солдат (320 аскари с офицерами и носильщиками) для подавления сопротивления среди хехе. 17 августа батальон был атакован армией Мквавы, насчитывавшей 3000 человек, около Лугало. Несмотря на то, что воины Мквавы были вооружены копьями и лишь несколькими ружьями, они одержали быструю победу, убили фон Зелевски и более 200 немецких солдат, захватили более 300 ружей и несколько пушек. 
28 октября 1894 года немцы под командованием нового комиссионера, полковника барон Фридриха фон Шеле, атаковали силы Мквавы в крепости в Каленге. Хотя они взяли форт, Мкваве удалось скрыться. Впоследствии Мквава начал кампанию партизанской войны, атакуя германские силы до 1898 года, пока 19 июля не был окружён прорвавшимися в его убежище в результате предательства германскими солдатами и застрелился, чтобы не быть захваченным в плен.

## Череп Мквавы
После его смерти немцы отрубили Мкваве голову. Череп был отправлен в Берлин и, вероятно, попал в музей Бремена. В 1918 году британский администратор Германской Восточной Африки Байатт предложил своему правительству потребовать возвращения черепа в Танганьику, чтобы вознаградить народ хехе за их сотрудничество с британцами во время войны, и для того, чтобы иметь символ, демонстрирующий местным жителям окончание германского владычества над ними. Возвращение черепа было предусмотрено в 1919 году Версальским договором. Однако немцы оспаривали факт вывоза черепа из Восточной Африки, и британское правительство приняло их ответ о том, что местонахождение черепа не удалось обнаружить.
После Второй мировой войны губернатор Танганьики сэр Эдвард Твининг поднял этот вопрос ещё раз. После запроса, направленного в музей Бремена, в 1953 году он посетил этот музей сам. Музей имел коллекцию в 2000 черепов, 84 из которых были привезены из бывшей Германской Восточной Африки. Он составил небольшой список тех черепов, измерения которых показывали результаты, аналогичные антропометрическим показателям оставшихся в живых родственников вождя Мквавы, и в результате отбора взял лишь череп с пулевым отверстием, который определил как череп вождя Мквавы.

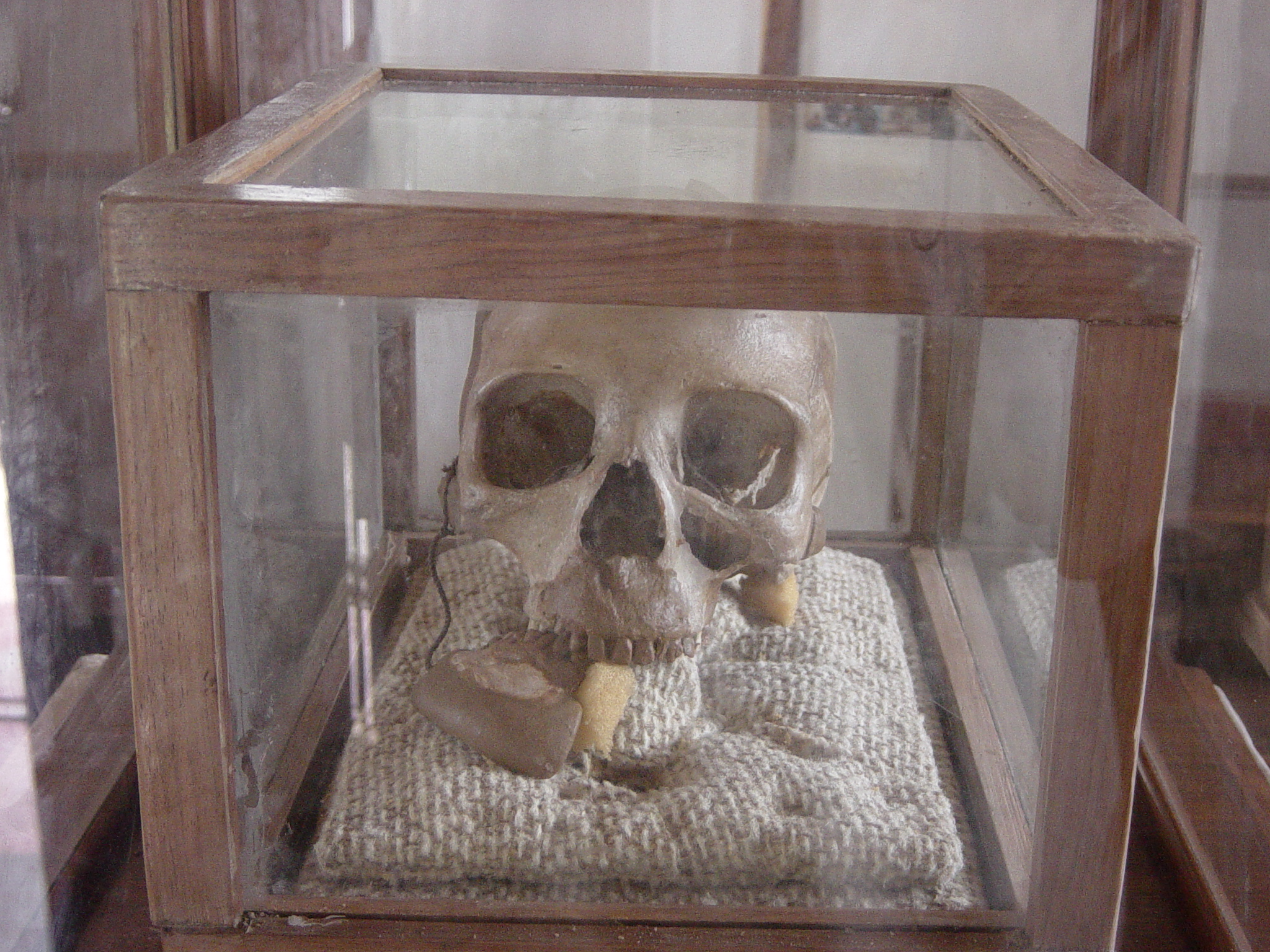
Череп Мквавы

Череп был возвращён в Танганьику 9 июля 1954 года и в настоящее время находится в мемориальном музее Мквавы в Каленге, недалеко от города Иринга. 